# Burrata

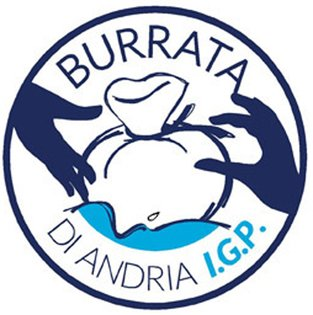

Burrata is een Italiaanse verse kaas van rauwe koemelk die gemaakt is van mozzarella en room. De buitenkant lijkt op een mozzarella, de binnenkant is romig. Burrata komt oorspronkelijk uit Andria in Apulië. De burrata di Andria heeft in de Europese Unie een Beschermde geografische aanduiding Bij een goede burrata moet na het snijden de room eruit lopen, en moet duidelijk naar melk smaken.

## Kenmerken
De burrata is een met de hand gevormde ronde zak  van 2 mm dikke pasta filata, uitgerekte en geknede wrongel, gevuld met een mengsel van room en versnipperde stukjes wrongel. De vulling wordt stracciatella genoemd en is vaak ook los te koop. De term stracciatella betekent in het Italiaans gescheurd of versnipperd.

## Oorsprong
Burrata zou zijn ontstaan in 1956 op de boerderij van de broers Vincenzo en Lorenzo Bianchino. Door hevige sneeuwval konden ze de verse melk niet naar de stad brengen en moesten ze de melk zelf bewerken. Om de room vers te houden werd deze bewaard in zakjes van "pasta filata". Sindsdien wordt burrata door meerdere kaasmakerijen geproduceerd. 

## Bereiding
Burrata wordt het hele jaar door geproduceerd. De verwerking gebeurt met de hand en omvat de volgende stappen:
- melk verwarmen. De productie van burrata begint met verwarmen van de rauwe melk tot een temperatuur van 35 - 37 °C voor de originele burrata di Andria, of de pasteurisatie van de melk bij varianten op het origineel.
- fermentatie. De melk wordt op natuurlijke wijze gefermenteerd met geselecteerde enzymen, melktransplantaat of wei, of met toevoeging van voedingszuren (citroen- of melkzuur) om een pH rond 6,1-6.2 te verkrijgen.
- coagulatie. Natuurlijk kalfs- of microbieel plantaardig stremsel wordt toegevoegd om de melk in enkele minuten te laten stollen. Zodra de coagulatie heeft plaatsgevonden, wordt de wrongel gebroken om korrels ter grootte van een hazelnoot te verkrijgen.  Er volgt een rustperiode, waarin wei uit de wrongel loopt.
- kneden. Na de rijpingsperiode wordt de wrongel gekneed onder toevoeging van water van 95 °C, soms gezouten.
- vormen en afkoelen. Een deel van de geknede wrongel (pasta filata) wordt gescheurd en versnipperd en afgekoeld in water tot een sponsachtige massa, die gemengd met room de vulling van de burrata zal vormen.  Met de rest van de geknede wrongel worden zakjes gevormd die gevuld worden met het eerder bereide mengsel.
- zouten. Door onderdompeling in pekel na afkoeling.

## Fabrieksmatige productie
Ook wordt fabrieksmatig een door toevoeging van conserveermiddelen lang houdbare burrata machinaal in grote hoeveelheden geproduceerd, maar deze mag niet het keurmerk IGP op de verpakking bevatten. Het Italiaanse zuivel verwerkende bedrijf Zanetti heeft in 2024 een aanvraag ingediend om het keurmerk IGP te verkrijgen, maar door het toevoegen van een of meer conserveermiddelen aan een of meer onderdelen van het product kon de aanvraag niet worden goedgekeurd.

## Houdbaarheid
De burrata IGP is 3 à 4 dagen houdbaar, omdat het geen conserveermiddelen mag bevatten. 

## Varianten
In Italië worden de volgende varianten op de burrata di Andria erkend:
- burrini (Campanië)
- burrata di bufala (Campanië en Lazio)
- burrata (Apulië)